# Trophée Teresa-Herrera

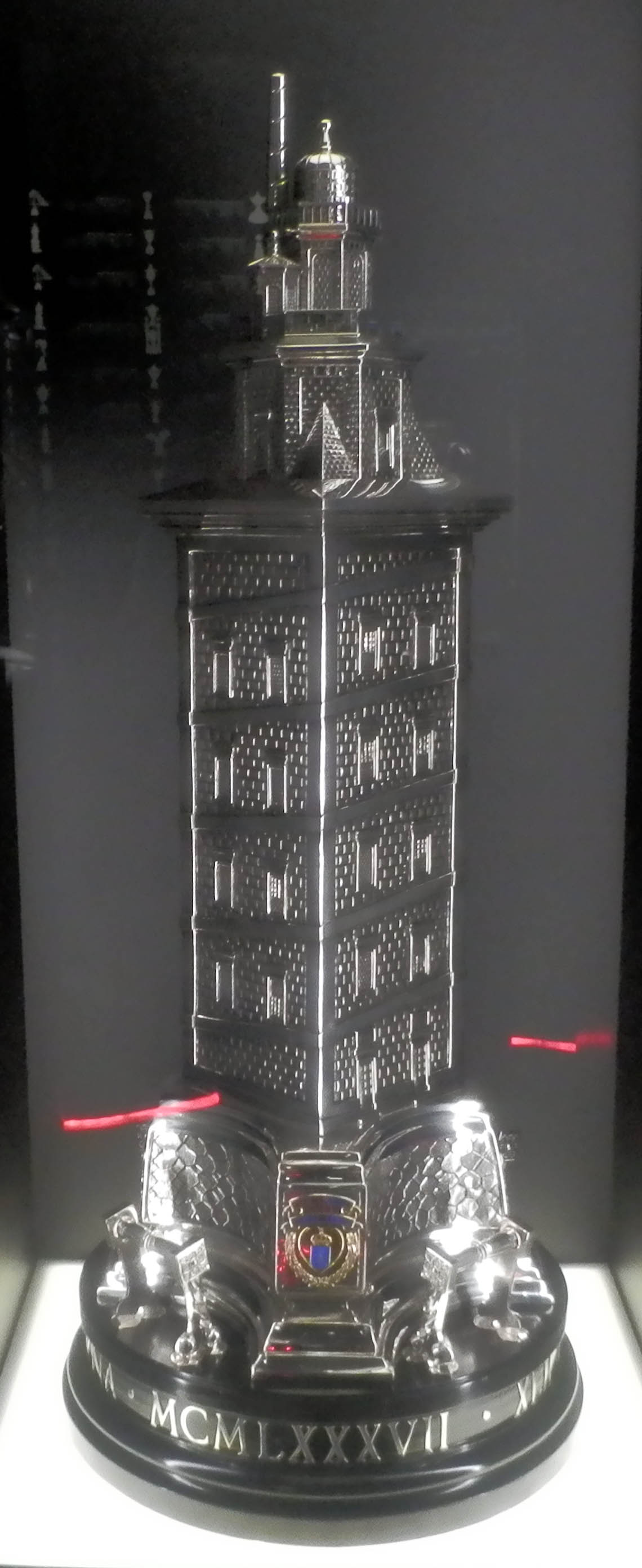

Le Trophée Teresa-Herrera est un tournoi estival de football, qui a lieu depuis 1946 à La Corogne en Galice. Il est le troisième plus ancien tournoi de professionnels en Espagne, après la coupe San Pedro d'Alicante (1941) et le tournoi Playa y Sol d'Águilas (1901). Il est considéré comme l'un des tournois amicaux les plus prestigieux,,, grâce à la renommée des équipes qui y ont participé.

## Histoire
Au début, ce tournoi fut mis en place afin d'amasser des fonds pour les personnes défavorisées, d'où le nom du tournoi en l'honneur de Teresa Herrera, bienfaitrice des pauvres. Depuis sa première édition, les meilleures équipes du monde ont participé à chaque édition. D'une unique rencontre au début, il devint un mini-tournoi en 1964 avec quatre équipes. En 2003 et 2005, le format est triangulaire. Les matches ont lieu au stade du Riazor, sur deux jours de la deuxième quinzaine du mois d'août et pendant les fêtes de la Corogne.  L'équipe locale, le Deportivo, a participé à chacune des éditions. En 2000, elle a succédé à la commune dans l'organisation du tournoi.
Le champion en titre est le Deportivo La Corogne.

## Palmarès
| Année | Vainqueur                      | Finaliste                            |
| ----- | ------------------------------ | ------------------------------------ |
| 1946  | FC Séville                     | Athletic Bilbao                      |
| 1947  | Athletic Bilbao                | Vasco da Gama                        |
| 1948  | FC Barcelone                   | FC Porto                             |
| 1949  | Real Madrid CF                 | Racing de París                      |
| 1950  | Società Sportiva Lazio         | Atlético Madrid                      |
| 1951  | FC Barcelone                   | BSC Young Boys                       |
| 1952  | Valence CF                     | Excelsior Athlétic Club de Roubaix   |
| 1953  | Real Madrid CF                 | Toulouse FC                          |
| 1954  | FC Séville                     | Helsingborgs IF                      |
| 1955  | Deportivo La Corogne           | Atlético Madrid                      |
| 1956  | Atlético de Madrid             | FC Cologne                           |
| 1957  | Vasco da Gama                  | Atlético Madrid                      |
| 1958  | Club Nacional de Football      | CR Flamengo                          |
| 1959  | Santos FC                      | Botafogo                             |
| 1960  | FC Séville                     | Newcastle United                     |
| 1961  | Sporting Clube de Portugal     | Stade de Reims                       |
| 1962  | Deportivo La Corogne           | Benfica                              |
| 1963  | AS Monaco                      | Vasco da Gama                        |
| 1964  | Deportivo La Corogne           | Sporting CP                          |
| 1965  | Atlético Madrid                | Vitória Setúbal                      |
| 1966  | Real Madrid CF                 | Deportivo La Corogne                 |
| 1967  | Racing de Ferrol               | Celta Vigo                           |
| 1968  | Vitória Setúbal                | Rapid Vienne                         |
| 1969  | Deportivo La Corogne           | Nacional                             |
| 1970  | Ferencváros TC (football)      | Club Atlético San Lorenzo de Almagro |
| 1971  | Étoile rouge de Belgrade       | Deportivo La Corogne                 |
| 1972  | FC Barcelone                   | ADO La Haye                          |
| 1973  | Atlético Madrid                | Spartak Trnava                       |
| 1974  | Peñarol                        | Borussia Mönchengladbach             |
| 1975  | Peñarol                        | Cruzeiro                             |
| 1976  | Real Madrid CF                 | Cruzeiro                             |
| 1977  | Fluminense                     | Dukla Prague                         |
| 1978  | Real Madrid                    | Flamengo                             |
| 1979  | Real Madrid                    | Sporting Gijón                       |
| 1980  | Real Madrid CF                 | Sporting Gijón                       |
| 1981  | Dynamo Kiev                    | Atlético Madrid                      |
| 1982  | Dynamo Kiev                    | FC Barcelone                         |
| 1983  | Athletic Bilbao                | Peñarol                              |
| 1984  | AS Roma                        | Vasco da Gama                        |
| 1985  | Atlético Madrid                | FC Porto                             |
| 1986  | Atlético Madrid                | Santos FC                            |
| 1987  | Benfica                        | Deportivo La Corogne                 |
| 1988  | PSV Eindhoven                  | Atlético Madrid                      |
| 1989  | Bayern Munich                  | Steaua Bucarest                      |
| 1990  | FC Barcelone                   | Benfica                              |
| 1991  | FC Porto                       | Deportivo La Corogne                 |
| 1992  | São Paulo FC                   | FC Barcelone                         |
| 1993  | FC Barcelone                   | São Paulo FC                         |
| 1994  | Real Madrid                    | Deportivo La Corogne                 |
| 1995  | Deportivo La Corogne           | Real Madrid                          |
| 1996  | Botafogo de Futebol e Regatas  | Juventus                             |
| 1997  | Deportivo La Corogne           | PSV Eindhoven                        |
| 1998  | Deportivo La Corogne           | Società Sportiva Lazio               |
| 1999  | Celta Vigo                     | Club Atlético Boca Juniors           |
| 2000  | Deportivo La Corogne           | Società Sportiva Lazio               |
| 2001  | Deportivo La Corogne           | Real Madrid CF                       |
| 2002  | Deportivo La Corogne           | CD Cruz Azul                         |
| 2003  | Deportivo La Corogne           | tournoi triangulaire                 |
| 2004  | Deportivo La Corogne           | Atlético de Madrid                   |
| 2005  | Deportivo La Corogne           | tournoi triangulaire                 |
| 2006  | Deportivo La Corogne           | AC Milan                             |
| 2007  | Deportivo La Corogne           | Real Madrid CF                       |
| 2008  | Deportivo La Corogne           | Atlético de Madrid                   |
| 2009  | Atlético de Madrid             | Deportivo La Corogne                 |
| 2010  | Newcastle United Football Club | Deportivo La Corogne                 |
| 2011  | FC Séville                     | Deportivo La Corogne                 |
| 2012  | Deportivo La Corogne           | Atlético de Madrid                   |
| 2013  | Real Madrid CF                 | Deportivo La Corogne                 |
| 2014  | Deportivo La Corogne           | Real Sporting de Gijón               |
| 2015  | Deportivo La Corogne           | Sporting Clube de Braga              |
| 2016  | Deportivo La Corogne           | Villarreal CF                        |
| 2017  | Deportivo La Corogne           | West Bromwich Albion                 |

## Titres par équipe
- 21 titres
  -  Deportivo La Corogne : 1955, 1962, 1964, 1969, 1995, 1997, 1998, 2000, 2001, 2002, 2003, 2004, 2005, 2006, 2007, 2008, 2012, 2014, 2015, 2016 et 2017
- 9 titres
  -  Real Madrid : 1949, 1953, 1966, 1976, 1978, 1979, 1980, 1994 et 2013
- 6 titres
  -  Atlético de Madrid : 1956, 1965, 1973, 1985, 1986 et 2009
- 5 titres
  -  FC Barcelone : 1948, 1951, 1972, 1990 et 1993
- 4 titres
  -  FC Séville : 1946, 1954, 1960 et 2011
- 2 titres
  -  Athletic Bilbao : 1947 et 1983
  -  Peñarol : 1974 et 1975
  -  Dynamo Kiev : 1981 et 1982
- 1 titre
  -  SS Lazio : 1950
  -  Celta de Vigo : 1999
  -  Valencia CF : 1952
  -  Vasco da Gama : 1957
  -  Nacional : 1958
  -  Santos FC : 1959
  -  Sporting Clube de Portugal : 1961
  -  AS Monaco : 1963
  -  Racing de Ferrol : 1967
  -  Vitória Setúbal : 1968
  -  Ferencváros : 1970
  -  Étoile rouge de Belgrade : 1971
  -  Fluminense : 1977
  -  AS Roma : 1984
  -  Benfica : 1987
  -  PSV Eindhoven : 1988
  -  Bayern Munich : 1989
  -  FC Porto : 1991
  -  São Paulo FC : 1992
  -  Botafogo : 1996
  -  Newcastle United : 2010